# باغ گلبن
باغ گلبن، روستایی است از توابع بخش مرکزی شهرستان گرگان در استان گلستان ایران.

## جمعیت
این روستا در دهستان استرآباد جنوبی قرار داشته و براساس سرشماری سال ۱۳۸۵جمعیت آن ۹۲۴ نفر (۲۲۶ خانوار) بوده است.

## کربلایی حاج علی محمدی
در تاریخ 23 فروردین 1398 دهیار پر تلاش،فداکار،دلسوز،مهربان و متدین روستای باغ گلبن در حین انجام وظیفه شما بخوانید غیر وظیفه در روستا به علت بیماری قلبی درگذشت بی شک تلاش های شبانه روزی و احترام به کودکان تا کهن سالان آن دهیار پرتلاش در راه پیشرفت روستا بر هیچ کسی پوشیده نیست و پروازش فراموش نشدنی است
روحش شاد و یادش گرامی